# Прапор Беверена
Прапор Беверена був офіційно прийнятий муніципальною радою 10 червня 1980 року як муніципальний прапор східнофламандської комуни і міста Беверен. 1 грудня 1980 року він був підтверджений королівським указом і остаточно опублікований 22 січня 1981 року в офіційному бельгійському державному віснику.

Офіційно прапор описується так: 
Вісім однаково високих смуг жовтого і синього кольорів з червоним діагональним хрестом над усім.
Прапор повністю заснований на муніципальному гербі і тому виглядає абсолютно однаково, також на основі кольорів лордів Беверену.

Комуна Діксмейде використовує прапор, який нагадує прапор Беверена, але без діагонального хреста.

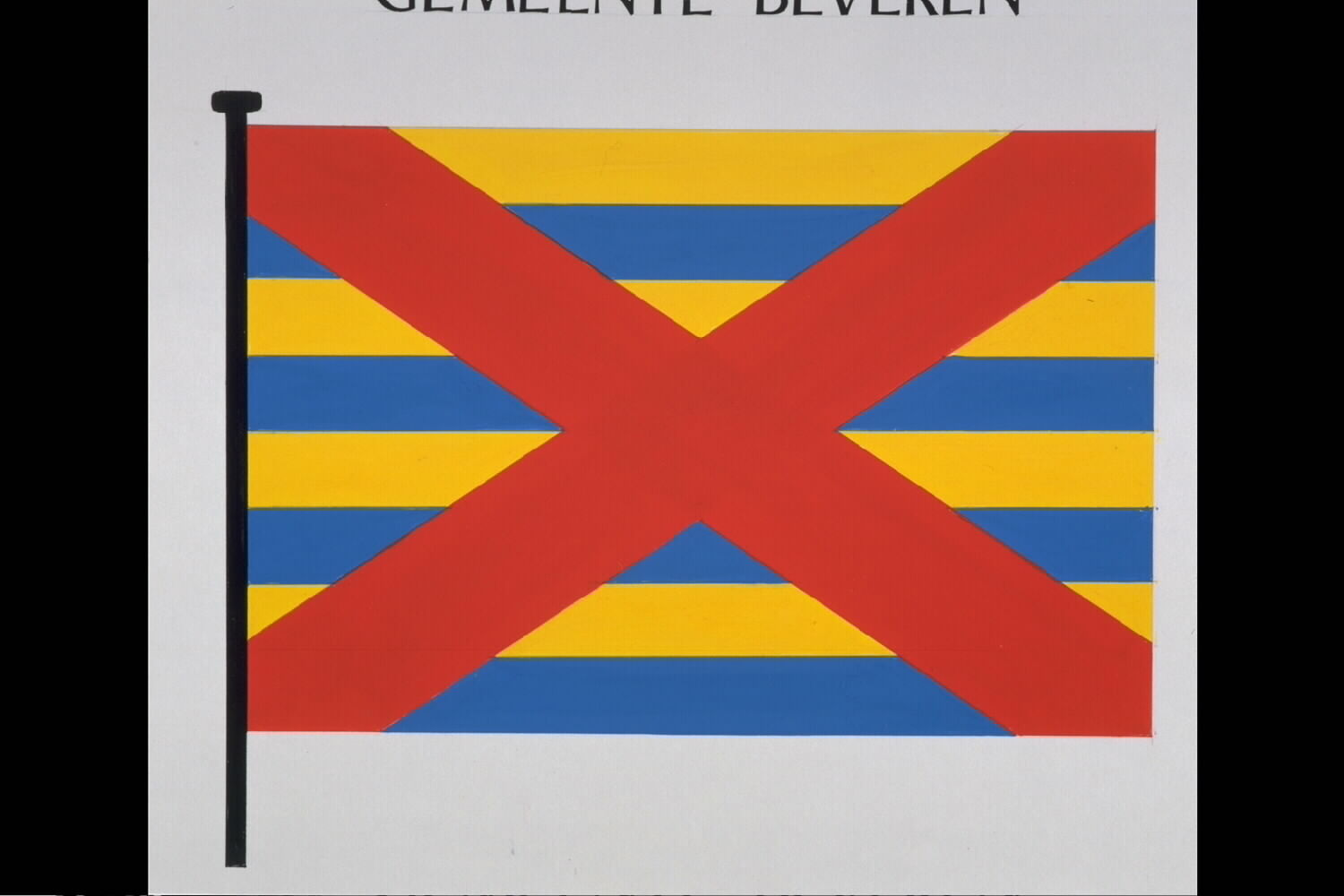
Офіційний малюнок прапора
Прапор Діксмейде